# Give 'Em the Boot
Give 'Em the Boot è una serie di compilation create dall'etichetta discografica punk rock Hellcat Records, fondata dal cantante dei Rancid Tim Armstrong. Il primo album è stato pubblicato il 29 luglio 1997 ed è stato seguito da altri 5 dischi e da un DVD. Si tratta di un'iniziativa del tutto simile ai Punk-O-Rama della Epitaph Records, casa discografica partner della Hellcat.
L'obiettivo di questa serie è promuovere le band sotto contratto con la Hellcat Records, come Rancid, Joe Strummer & The Mescaleros, Dropkick Murphys, The Unseen e tante altre. Per questo motivo solitamente gli album sono venduti a prezzo inferiore rispetto al solito al fine di incoraggiarne l'acquisto da parte di coloro che non conoscono le band incluse.
Il titolo della serie, Give 'Em the Boot, deriva dal testo del brano dei Rancid Roots Radicals, tratto dall'album ...And Out Come the Wolves. Proprio questa band è l'unica ad apparire in tutti gli album della serie, insieme ai Dropkick Murphys, band scoperta dal cantante e chitarrista Lars Frederiksen.

## Album
- 1997 - Give 'Em the Boot
- 1999 - Give 'Em the Boot II
- 2002 - Give 'Em the Boot III
- 2004 - Give 'Em the Boot IV
- 2005 - Give 'Em the Boot DVD
- 2006 - Give 'Em the Boot V
- 2007 - Give 'Em the Boot VI
- 2009 - Give 'Em the Boot VII